# Thelonious Monk
Pour les articles homonymes, voir Monk (homonymie).
Thelonious Monk, né le 10 octobre 1917 à Rocky Mount (Caroline du Nord) et mort le 17 février 1982 à Englewood (New Jersey), est un pianiste et compositeur américain de jazz célèbre pour son style d'improvisation, ainsi que pour avoir écrit de nombreux standards de jazz.

## Biographie

### Origines familiales
Le nom de famille de Monk vient d'un certain Archibald Monk, propriétaire d'une plantation, qui avait comme esclave au milieu du XIXe siècle l'arrière-grand-père de Thelonious Monk.

### Jeunesse
Thelonious Sphere Monk naît à Rocky Mount en Caroline du Nord le 10 octobre 1917. Il semblerait que le nom figurant sur l'acte de naissance soit « Thelious Junior Monk », probablement une mauvaise écriture de Thelonious Monk, Junior — le père de Monk s'appelait lui-même Thelonious. Ce prénom vient d'un moine bénédictin du VIIe siècle ; le pianiste s'est inventé son deuxième prénom « Sphere », issu d'une déformation du nom de famille de sa mère, Speer.
En 1922, alors qu'il a quatre ans, le futur pianiste, sa mère Barbara, sa grande sœur Marion et son petit frère Thomas s'établissent à Manhattan, au 243 West 63rd Street, à proximité de l'Hudson River. Alors que la plupart des Noirs venus du Sud s'installaient plutôt à Harlem, les Monk choisissent de s'installer dans ce quartier multi-ethnique où se côtoient Noirs-américains, Irlandais, Italiens, Juifs, mais où les affrontements entre communautés sont fréquents et la ségrégation très marquée. Son père les rejoint trois ans plus tard, mais pour raisons de santé — il souffre de problèmes psychiatriques et finira sa vie en institut — il retourne en Caroline du Nord.
Les parents de Thelonious jouent tous les deux du piano ; ils en achètent un, peu après leur arrivée à New York. Barbara emmène ses enfants au concert et paye des cours de piano à Marion. Thelonious, que sa mère destinait au violon, joue de la trompette quelque temps avant d'abandonner à cause d'un problème aux bronches. Quand il a 11 ans, le professeur de sa sœur, Simon Wolff, lui donne des leçons de piano classique : Monk travaille ainsi Liszt, Chopin ou Rachmaninov. Il étudie également avec la pianiste de stride Alberta Simmons, qui lui apprend également à faire le show. Jeune adolescent, il joue à des fêtes et accompagne à l'harmonium sa mère qui chante dans l'église baptiste ; il remporte plusieurs concours de piano amateur à l'Apollo Theater.
Monk est un bon élève, très bon en mathématiques. Il suit des cours à la prestigieuse Stuyvesant High School, mais abandonne avant son diplôme pour se consacrer à la musique.

### Débuts professionnels
En 1935, à 17 ans, il participe à la tournée d'une évangéliste. En 1937, il fonde son quartet et joue dans des bars et des petits clubs à New York.
Il est réformé par l'armée pour « motifs psychiatriques ». En réalité, de nombreux Noirs-américains ont été dans le même cas, soit parce que l'armée ne voulait pas d'eux, soit parce qu'ils trouvaient des moyens d'éviter d'être engagés,. Monk a expliqué aux recruteurs qu'il ne pouvait pas participer à une guerre de Blancs dans un monde où les Noirs sont aussi mal traités.
En 1941, il est le pianiste du Minton's Playhouse, un club de Harlem où la « révolution bebop » a commencé et où venaient jouer jusqu'au petit matin Charlie Parker, Dizzy Gillespie, Mary Lou Williams, Kenny Clarke, Charlie Christian, Oscar Pettiford, Max Roach, Tadd Dameron ou encore Bud Powell. Très populaire dans le milieu du jazz, le jeu de Monk et ses inventions harmoniques influencent énormément le développement du bebop, et plusieurs de ses compositions (52nd Street Theme, 'Round Midnight, Epistrophy, I Mean You) sont jouées par ses contemporains. Avec Dizzy Gillespie, Charlie Parker ou Bud Powell, il fréquente presque quotidiennement la pianiste et compositrice Mary Lou Williams, qui lui donne des conseils et accompagne cette nouvelle génération de musiciens, qu'elle invite à son émission de radio hebdomadaire sur WNEW, Mary Lou Williams's Piano Workshop.
Malgré cela, Monk ne rencontre pas le succès, et le public comme la plupart des critiques le rejettent. Coleman Hawkins est le premier à engager Monk comme pianiste régulier de son groupe, et le premier à le faire enregistrer en 1944. Hawkins aidera Monk en début de carrière, et Monk lui retournera la pareille en l'invitant à le rejoindre lors de sessions avec John Coltrane en 1957. Il joue également dans le big band de Dizzy Gillespie et pendant l'automne 1945 il joue dans l'orchestre d'Andy Kirk au New Cotton Club.

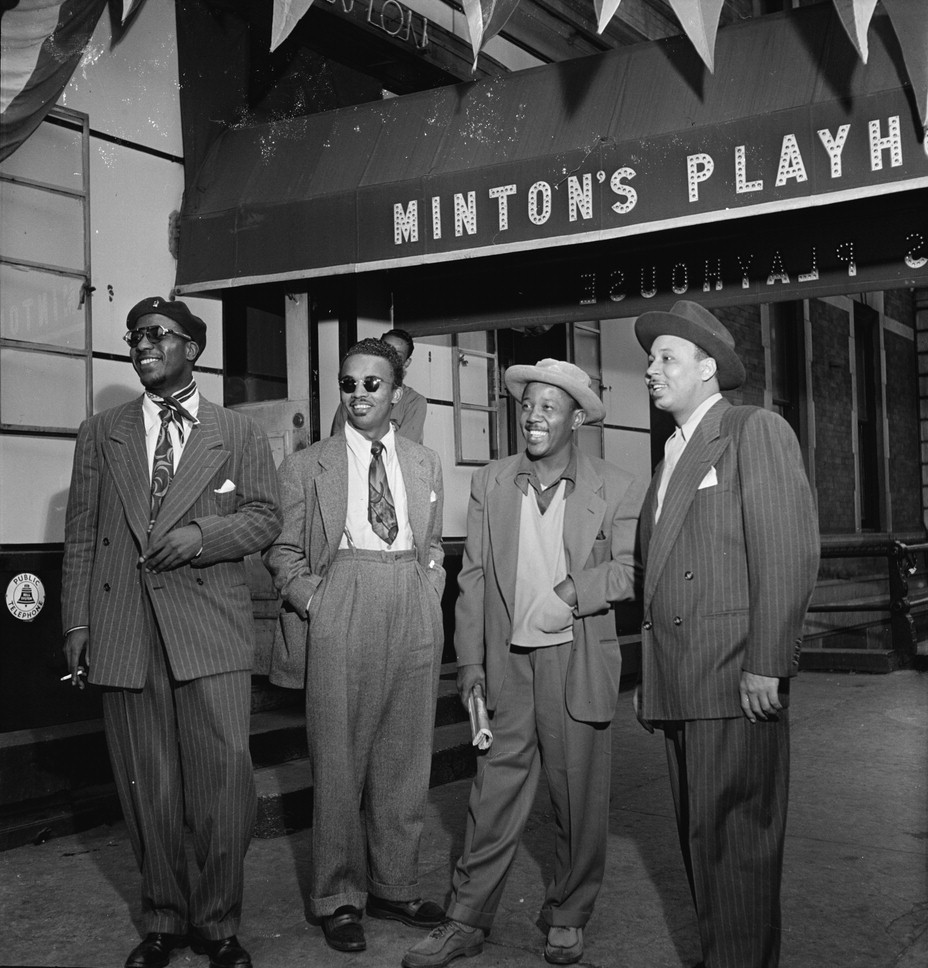
Thelonious Monk, Howard McGhee, Roy Eldridge et Teddy Hill devant le Minton's Playhouse à New York, septembre 1947.

### Époque Blue Note
En 1947, alors qu'il a déjà 30 ans, il enregistre pour la première fois sous son nom pour Blue Note, à l'époque un petit label. Ces enregistrements mettent en valeur ses talents de compositeur, Blue Note ayant alors l'habitude d'offrir plusieurs séances de répétitions à ses musiciens et à privilégier les arrangements élaborés. Ces disques sont pourtant des échecs commerciaux et critiques.
En 1948, il se marie avec Nellie Smith. De leur union naîtra un fils, Thelonious Sphere (T.-S.) Monk (1949), qui deviendra batteur de jazz, et une fille, Barbara (1953-1984). Alors qu'il a besoin d'argent pour sa famille, les années suivantes sont frugales : ses enregistrements sont des échecs et il ne participe qu'à une session d'enregistrement en 1950 avec l'orchestre de Dizzy Gillespie. Désœuvré, il passe apparemment le plus clair de son temps à jouer au basket dans la rue. Pendant ce temps, Nellie travaille comme couturière. Elle est la principale source de revenus du foyer, mais pour autant ne cesse d'encourager Monk coûte que coûte dans la carrière musicale.
En août 1951, la police de New York découvre de la drogue dans la voiture de Monk et de Bud Powell. La drogue appartient sans doute à Powell mais Monk refuse de témoigner contre son ami. Comme c'est la deuxième fois que Monk est arrêté (la première fois en 1948 pour possession de marijuana), la police lui confisque pour six ans sa carte lui permettant de jouer dans les clubs de Manhattan. Sans le sou, ne pouvant jouer dans les clubs réputés de la 52e rue, Monk est contraint de jouer dans des petits dancings de Brooklyn ou du Bronx, comme le Tony’s Café. Il joue également à des cocktails ou à des Bar Mitzvah pour quelques dollars.

### Époque Prestige
En 1952, il signe avec le label Prestige pour 2 ans. Bob Weinstock, producteur chez Prestige, cherche à faire des disques pour le moins d'argent possible, sans répétition, en deux ou trois prises. Monk enregistre Thelonious Monk Trio, Monk et Thelonious Monk and Sonny Rollins. Prestige l'engage également comme sideman, il collabore avec Art Blakey et en 1954, il participe aux albums de Miles Davis Bags' Groove et Miles Davis and the Modern Jazz Giants.
En 1954, Monk vient pour la première fois en Europe ; il joue et enregistre à Paris, où il se fait copieusement huer. Il rencontre la baronne Pannonica de Koenigswarter — chez qui mourra Charlie Parker le 12 mars 1955 — « Nica », membre de la branche anglaise de la famille Rothschild et mécène de plusieurs musiciens de jazz new-yorkais. Elle restera une amie intime toute sa vie.

### Époque Riverside
Au moment de signer pour le label Riverside, en 1955, Monk, reconnu par le milieu du jazz, n'est toujours pas apprécié du grand public, considérant sa musique comme peu accessible. Riverside convainc Monk d'enregistrer deux albums ne contenant que ses interprétations de standards de jazz : Thelonious Monk Plays Duke Ellington et The Unique Thelonious Monk. Le pianiste enregistre ensuite Brilliant Corners, album contenant beaucoup de compositions originales souvent considéré comme un de ses meilleurs.
En 1956, à la suite d'un accident de voiture, il est hospitalisé à l'hôpital Bellevue.
En 1957, grâce à l'aide de Pannonica de Koenigswarter, Monk récupère sa carte de musicien l'autorisant à jouer dans les clubs de New York. Il peut ainsi à nouveau être présent sur la scène jazz la plus importante au monde. Durant la période qui suivit il joua abondamment au Five Spot Café dans le cadre d'un quartet comprenant par moments un jeune saxophoniste montant, John Coltrane. Les deux musiciens enregistrent Thelonious Monk with John Coltrane ; on peut également les entendre sur Thelonious Monk Quartet with John Coltrane at Carnegie Hall, enregistré en 1957 et publié en 2005.
Sa carrière commence alors à décoller, et ses finances s'améliorent : Nellie n'est plus obligée de travailler. Il joue avec Johnny Griffin, Sonny Rollins, Art Blakey, Clark Terry et Gerry Mulligan.
Fin 1958, Monk et Charlie Rouse sont dans la voiture de Pannonica de Koenigswarter qui les conduit à une date à Baltimore. Durant leur traversée du Delaware, Monk a soif, ils s'arrêtent dans un motel pour demander un verre d'eau. Les propriétaires du motel, racistes, refusent de le servir, alors que Monk refuse de partir tant qu'il n'aura pas son verre d'eau. La police arrive et jette Monk dehors, puis le laisse partir. La police les arrête cependant sur l'autoroute et tabassent Monk à coup de matraque. Monk se défend, il est embarqué ; la voiture de Pannonica est fouillée illégalement (les policiers n'ont pas de mandat) et trouvent un peu de marijuana dans le sac de Pannonica. La plainte contre elle n'aboutira pas. Monk est condamné pour trouble à l'ordre public, sa carte de club lui est à nouveau confisquée pour un an et demi, jusqu'en début 1960.
En 1959 est enregistré The Thelonious Monk Orchestra at Town Hall, avec des arrangements de big band de Hall Overton, qui est un succès critique et public.
Le 27 juillet 1959, il enregistre de la musique pour le film Les Liaisons dangereuses 1960 de Roger Vadim : six compositions, un blues improvisé (Six in One) et un spiritual qu'il jouait dans les années 1935 alors qu'il accompagnait un évangéliste.

### Époque Columbia
En 1961, Monk a un quartet régulier avec le saxophoniste Charlie Rouse, le contrebassiste John Ore (plus tard remplacé par Butch Warren puis Larry Gales) et le batteur Frankie Dunlop (plus tard Ben Riley).
En 1962, Monk signe chez Columbia, un des plus importants labels de l'époque. Le premier album de cette nouvelle période sera produit par Teo Macero et intitulé Monk's Dream, suivi par Criss Cross (1963).
En 1963, il joue au Lincoln Center, tourne en Europe et autour du monde. En 1964, il est le troisième musicien de jazz à figurer en couverture de Time.

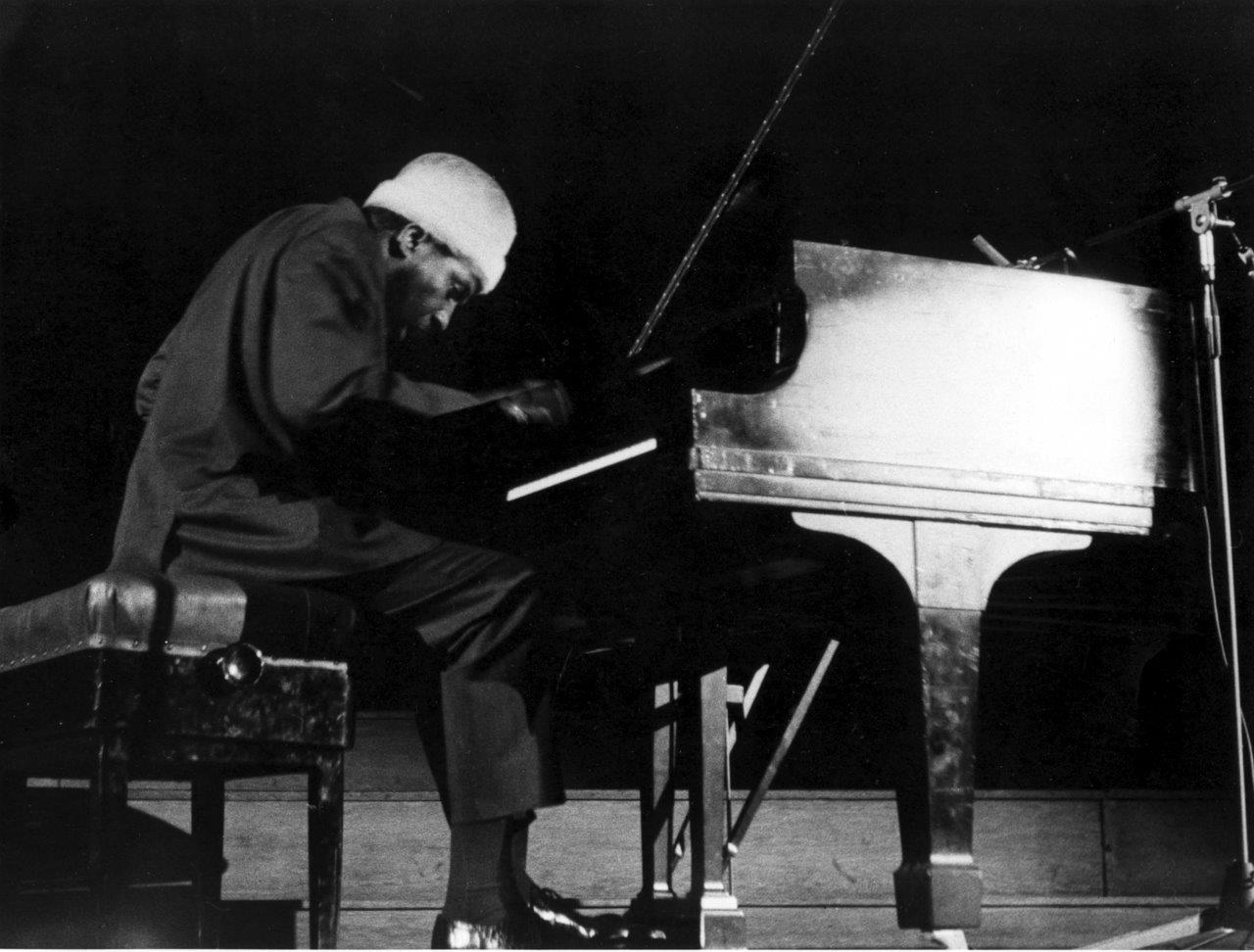
Thelonious Monk en concert à Bruxelles le 1er mars 1964.

Avec sa célébrité viennent les commentaires sur ses excentricités, souvent exagérées. On invente alors de toutes pièces un personnage, celui de Monk reclus, naïf voire idiot, un génie musical dont le talent n'est pas le résultat de son travail mais d'une intuition innée.
Au cours des années 1960, malgré le succès, il semble que l'inspiration de Monk s'épuise : il joue surtout des morceaux qu'il a déjà enregistrés, et compose peu, ou alors des morceaux basés sur des grilles de standards de jazz, comme Bright Mississippi qui est un décalque de Sweet Georgia Brown. Il faut tout de même noter l'unique morceau en mesure à 
 composé par Monk, Ugly Beauty, qui figure sur Underground (1967).
Le 27 octobre 1968, Monk est invité par Danny Scher, un jeune lycéen de 16 ans — devenu plus tard organisateur de concerts —, à jouer dans le lycée de Palo Alto en Californie. Dans un contexte marqué par la mort de Martin Luther King et de Robert F. Kennedy, Scher cherche à rapprocher la population majoritairement blanche de Palo Alto et celle majoritairement noire d'East Palo Alto, où se déroulait des manifestations pour les droits civiques. Danny Scher colle lui-même les affiches pour ses concerts, à côté de celles promouvant le référendum demandant à ce qu'East Palo Alto soit renommé « Nairobi ». La police s'oppose à ce concert, qui se tiendra quand même devant une foule nombreuse et enthousiaste. Un agent d'entretien noir a proposé à Scher d'accorder le piano en échange de l'autorisation d'enregistrer le concert. Les bandes paraissent sous le titre Palo Alto en 2020 chez Impulse!, avec l'accord du fils du pianiste T. S. Monk. C'est d'ailleurs le premier album de Monk sur ce label.
Columbia commence à viser un public plus jeune et friand de rock, et délaisse ses musiciens de jazz. Le dernier album de Monk en tant que leader est Monk's Blues (en), sorti en 1968, avec des arrangements pour big band écrits par Oliver Nelson. Cet album est généralement considéré comme raté par la critique, et est un échec commercial.

### Fin de carrière et décès
En janvier 1970, Charlie Rouse quitte le quartet de Monk. Columbia le laisse tomber en 1972. La santé du pianiste commence à se détériorer, il n'enregistre plus et se produit de moins et moins, avec un groupe qui comprend les saxophonistes Pat Patrick et Paul Jeffrey et son fils T. S. Monk à la batterie.
Le dernier enregistrement studio de Monk date de novembre 1971 chez Black Lion Records. La même année, il tourne au sein du groupe The Giants of Jazz (en), qui comprend également Art Blakey, Dizzy Gillespie, Al McKibbon, Sonny Stitt et Kai Winding.
Le 3 juillet 1975, Thelonious Monk joue son dernier concert accompagné de Paul Jeffrey, Larry Ridley, et de son fils T. S. Monk.
Fatigué, malade, souffrant d'hypertrophie bénigne de la prostate, il vit chez Pannonica de Koenigswarter les six dernières années de sa vie sans toucher le piano, parlant très peu. Il subit une attaque cérébrale le 5 février 1982, il reste dans le coma et meurt le 17 février. Il est enterré au Cimetière de Ferncliff à Hartsdale, New York.

## Personnalité
Personnage complexe, Monk a souvent été caricaturé et présenté comme un solitaire, un naïf voire un idiot, un génie dont le talent est inné.
Peu loquace au point de rendre en général l'exercice de l'interview compliqué, Monk est effectivement un excentrique prêtant grand soin à sa façon de s'habiller, flashy et élégante à la fois, choisissant avec soin les étranges chapeaux qu'il portait en permanence,. Il avait un humour assez particulier, souvent mal compris. Monk était très conscient de ses actes et de leur perception, ses excentricités ne sont pas le fruit de sa maladie, mais plutôt un goût et un choix personnel, comme il le laisse entendre lui-même à l'auteur Frank London Brown : « tu sais, les gens ont essayé de me faire passer pour fou. Parfois, que les gens te prennent pour un fou est un avantage. »
En réalité, il n'est pas un solitaire : simplement, quand il ne travaille pas, il reste chez lui près de sa famille dont il est très proche. Il vit une vie de famille tout à fait ordinaire, participe aux fêtes, aux anniversaires, et écrit des morceaux pour ses enfants : Little Rootie Tootie pour son fils, Boo Boo’s Birthday et Green Chimneys pour sa fille. Il écrit également une chanson de Noël, A Merrier Christmas. C'est un père attentif et attentionné, ayant par exemple toujours refusé tout châtiment corporel à une époque où ils étaient presque la norme. Il est également féru de sports et de jeux : basket-ball, ping pong, billard ou yahtzee auquel il pouvait jouer de longues heures avec sa femme Nelly.
Il était connu pour être toujours en retard, peut-être même par moments boire beaucoup et fumer du cannabis,. Le très professionnel Dizzy Gillespie l'a ainsi renvoyé de son orchestre dans les années 1940, lassé qu'il ne soit jamais à l'heure, voire qu'il ne vienne pas du tout. Pour Robin Kelley (en), ses retards sont à comprendre comme une forme de protestation contre le fait qu'il n'était pas assez payé. Il ne faut de plus pas exagérer ces retards : il est très ponctuel dans les années 1960, alors qu'il tourne beaucoup, qu'il a des problèmes d'insomnies et des traitements médicaux.

## Maladie
D'après son biographe Robin Kelley (en), Monk était bipolaire, trouble dont les premiers symptômes sont visibles dans les années 1940. Il était sujet à des crises, parfois espacées de plusieurs mois, entre lesquelles il était parfaitement normal.
Dans les années 1960, alors que Monk accède à la reconnaissance critique et publique, les difficultés mentales et physiques s'accumulent, exacerbées par un mauvais traitement médical et par un rythme de vie stressant et fatigant, la vie de musicien de jazz n'étant pas simple.
Il faudra attendre 1972 pour qu'il soit diagnostiqué, et traité par lithium et Thorazine. On lui administre également de l'adrénaline, qui, mélangé à la Thorazine, détériore son état.
Ses légers excès d'alcool (il a arrêté de boire à la fin de la cinquantaine) et de drogue peuvent avoir été une façon pour lui de surmonter ce trouble, n'ayant pendant longtemps été ni traité ni diagnostiqué. Il n'a cependant jamais été dépendant.
À partir des années 1970, il a également souffert d'hypertrophie bénigne de la prostate, l'amenant à lutter contre l'incontinence lors de ses derniers concerts.

## Style
Monk a toujours cherché à être original, tant dans son jeu que dans ses compositions. Son style a suscité les plus vives réactions, tant il bouscule la mélodie, l'harmonie et le rythme.

### Influences
La musique de Monk, même si elle est radicalement moderne, est profondément ancrée dans la tradition du jazz : blues, swing de Kansas City, boogie-woogie et stride, notamment Earl Hines. D'après Monk lui-même, sa principale influence est le pianiste de stride James P. Johnson. On peut également faire un rapprochement avec Duke Ellington pour le jeu de piano, même si Monk ne s'en est pas réclamé : il a même prétendu avoir découvert les standards du Duke qu'il interprète sur Thelonious Monk Plays Duke Ellington.

### Bebop
Monk a affirmé avoir été à l'origine du développement du bebop. Ces déclarations de Monk sont à remettre dans leur contexte : à la fin des années 1940, Parker ou Gillespie sont des stars du jazz, alors que Monk reste dans l'anonymat et la précarité. Affirmer son importance dans le bebop, c'est aussi chercher à trouver des engagements et à vendre des disques.
Le style personnel de Monk ne s'inscrit pas vraiment dans les canons du bebop, pour autant, son travail harmonique, avec ses renversements particuliers et ses accords de passages inédits, a eu une énorme influence sur tous les musiciens du bebop : de Dizzy Gillespie à Bud Powell en passant par Tadd Dameron, tous sont venus le voir pour qu'il leur montre au piano ses accords.

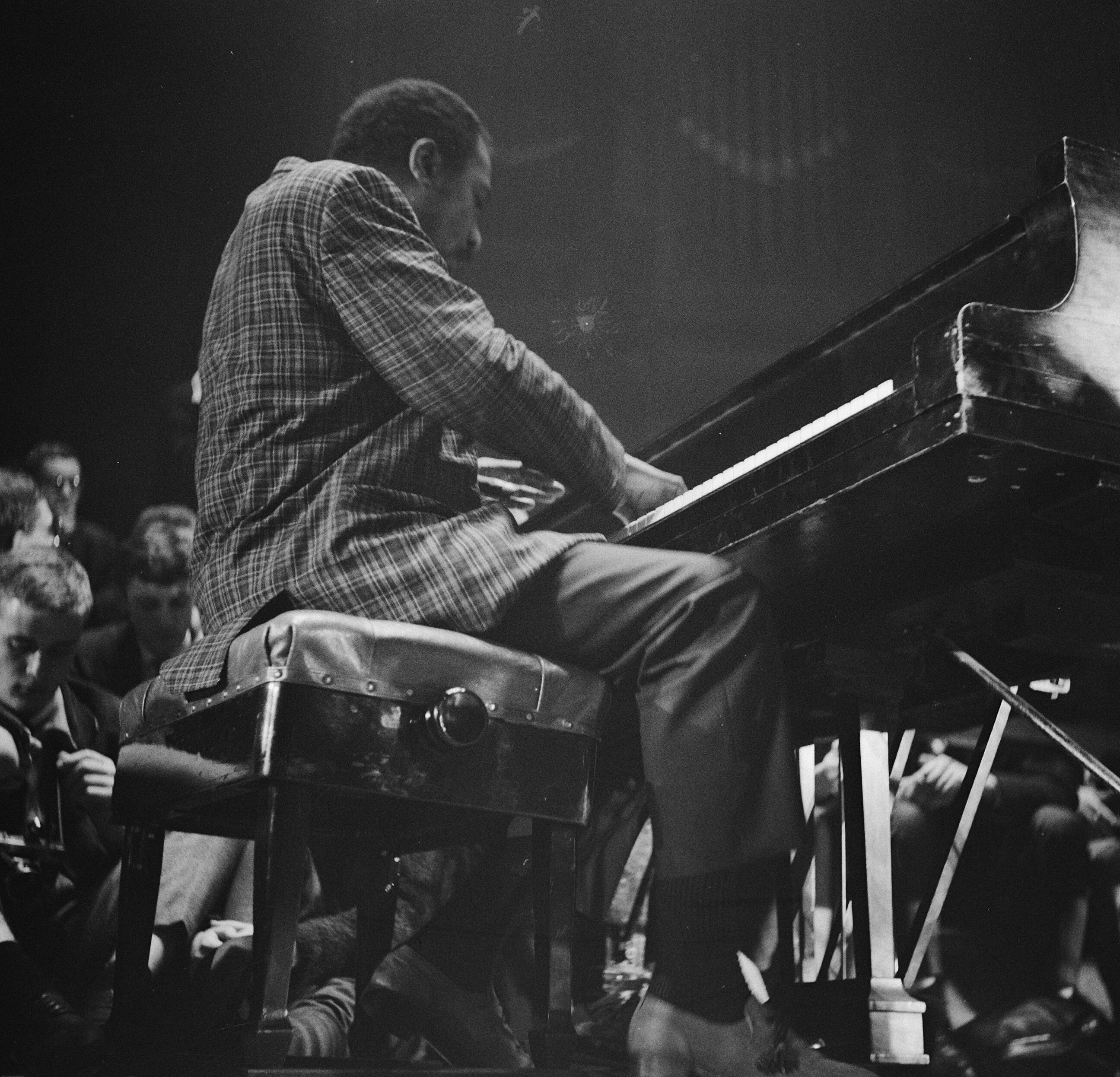
Thelonious Monk en concert à Amsterdam le 15 avril 1961.

### Jeu au piano
Le style pianistique de Monk est l'un des plus facilement identifiables de l'histoire du jazz. Alors que ses contemporains de l'époque bebop jouaient des accords simplifiés à la main gauche et des lignes mélodiques rapides à la main droite, Monk accorde la même importance au jeu de ses deux mains, avec une main gauche jouant des rythmes issus du stride ou beaucoup plus anguleux. Son jeu est très physique et met en jeu tout son corps : il n'hésite pas à arrêter de jouer pour danser quand le groupe swingue.
Monk joue très souvent des intervalles dissonants de seconde (majeure ou mineure). Il dit avec humour qu'« il [lui] arrive souvent d’hésiter entre deux notes ». Mais loin d'être des fausses notes (ailleurs Monk les qualifie de « fausses erreurs »), leur répétition fait œuvre de procédé : on peut y lire une volonté d'imiter les glissandos entre deux notes que produit la voix ou les instruments à cordes.
Malgré tout, il ne faut pas oublier que Monk a d'abord été formé à la musique classique. La pianiste et compositrice Mary Lou Williams, qui a rencontré Thelonious Monk au milieu des années 1930 à Kaycee dans le Wyoming, alors qu'il n'a pas encore 20 ans, raconte qu'à l'époque, « [Monk] gérait vraiment au piano, avec un jeu beaucoup plus technique [que par la suite]. Monk joue comme ça aujourd'hui [en 1954] parce qu'il en a eu marre. Quoi qu'en disent les gens, je sais que Monk sait jouer. Il sentait qu'il fallait jouer quelque chose de nouveau, et il s'y est mis. C'est pour ça que la plupart d'entre nous l'admirent. C'était un de ces modernistes originaux, jouant plus ou moins les mêmes accords qu'aujourd'hui. […] Seulement à l'époque, il réservait ça pour les jams après les concerts. » Il existe d'ailleurs une bande où l'on entend Monk jouer un arrangement de Mary Lou Williams d'All God’s Children Got Rhythm (en) où il y montre un jeu assez différent de son style habituel, plus « conventionnel ». Il joue le morceau plusieurs fois, le rendant de plus en plus « monkien ».
Plusieurs musiciens, parmi lesquels Miles Davis, Lennie Tristano ou Oscar Peterson, admiraient les compositions de Monk tout en rejetant son jeu de piano.

### Accords
Les accords de Monk sont autant harmoniques que le résultat d'un travail sur le son et le timbre. Il joue par exemple sur les résonances en distribuant parfois quelques notes sur plusieurs octaves, aboutissant à des combinaisons surprenantes (par exemple associer la septième mineure et la septième majeure, ou la 9e juste et la 9e diminuée) mais qui trouvent du sens en regard des différentes harmoniques des sons.
Il est également connu pour l'utilisation récurrente de quinte diminuées (ou 11e) et de septièmes mineures.
Monk est un des premiers à utiliser des accords demi-diminués dans le jazz (par exemple Do Mi  Sol  Si ), tels que l'on peut en entendre dans 'Round Midnight. Il utilise également très fréquemment des substitutions tritoniques.

### Rythme
Tous les morceaux de Monk (à l'exception d'Ugly Beauty) sont écrits à quatre temps. Le pianiste mettait un point d'honneur à ce que chaque morceau, chaque musicien « swingue » : il a beaucoup joué dans des orchestres de danse où le rythme est central.
Monk est connu pour ses silences, qui créent des espaces alors inédits dans le jazz. Il n'était pas rare qu'il s'arrête de jouer pour laisser la place aux autres musiciens, comme le raconte Miles Davis : « son utilisation de l'espace dans les solos, sa manipulation d'étranges progressions d'accords m'étourdissaient, me tuaient. Je me disais toujours : « Mais qu'est-ce qu'il fout ce con ? » L'utilisation de l'espace chez Monk a grandement influencé ma façon de jouer les solos. »

## Compositions
Thelonious Monk a beaucoup composé, et nombre de ses morceaux sont devenus des standards de jazz : Ask Me Now, Blue Monk, Epistrophy, In Walked Bud, 'Round Midnight, Straight, No Chaser, Well, You Needn't, etc.

## Discographie
De son vivant, plus de 50 disques de Thelonious Monk ont été publiés, sous son nom ou sous le nom d'autres musiciens. Depuis sa mort, d'autres enregistrements sont disponibles : par exemple en 2005 un inédit live avec John Coltrane.

## Hommages et postérité

### Distinctions
- 1993 : Grammy du couronnement d'une carrière[40]
- 2006 : Prix Pulitzer spécial pour sa contribution au monde du jazz[41]
- 2009 : entrée au North Carolina Music Hall of Fame (en)[42]

### Dans la musique
Plusieurs musiciens ont écrit des compositions en hommage à Monk, notamment, :
- Billy Taylor, The Mad Monk (1945)
- Charles Mingus, Jump Monk (Mingus at the Bohemia, 1956)
- Gunther Schuller a écrit Variants on a Theme of Thelonious Monk (Criss-Cross) en 1960, que l'on peut entendre sur son disque Jazz Abstractions (1961).
- Duke Ellington, Frere Monk (The Private Collection, 1962)
- Eric Dolphy, Hat and Beard (Out to Lunch!, 1964)
- Grachan Moncur III, Monk in Wonderland (Evolution (en), 1964)
- McCoy Tyner, The High Priest (Tender Moments (en), 1968)
- Sonny Rollins, Disco Monk (Don't Ask, 1979)
- Laurent de Wilde, Tune for T, composé en 1997 qu'on peut entendre sur New Monk Trio, 2017.
- Les Round Midnight Variations, variations sur 'Round Midnight commandées par le pianiste Emanuele Arciuli, sont jouées pour la première fois en 2002 en Italie. Parmi les compositeurs ayant contribué à l'œuvre figurent Frederic Rzewski, Milton Babbitt, Augusta Read Thomas, Michael Torke, John Harbison, Michael Daugherty, William Bolcom, Tobias Picker, Aaron Jay Kernis ou George Crumb[43].

De nombreux musiciens ont enregistré des albums reprenant les compositions de Monk, notamment les pianistes Bud Powell, Tommy Flanagan, Fred Hersch ou Laurent de Wilde, les saxophonistes Steve Lacy, Sonny Fortune ou Pierrick Pédron, le guitariste Éric Löhrer, le trompettiste Wynton Marsalis, les batteurs Paul Motian et T. S. Monk ou la chanteuse Carmen McRae.
Le Thelonious Monk Institute of Jazz est créé en 1986 par la famille de Monk et Maria Fisher. Sa mission est d'offrir des cours de jazz dans les écoles publiques dans le monde entier. Un prestigieux concours annuel est organisé depuis 1987.

### Noms donnés en son honneur
- En 1982, à la mort du pianiste, le block entourant le 243 West 63rd à New York, où habitait Monk, a été renommé « Thelonious Sphere Monk Circle ». Le panneau indiquant le block est un des plus souvent volés[4].
- (11091) Thelonious, un astéroïde de la ceinture principale d'astéroïdes[44].

#### Ouvrages
- Marc-Édouard Nabe, Au régal des vermines, Paris, éd. Bernard Barrault, 1985, chap. 3 (« Le swing des choses »), p. 63–75.
- Yves Buin (préf. Franck Médioni), Thelonious Monk, Paris, Éditions P.O.L, novembre 1988, 248 p. (ISBN 2-86744-105-6), réédité en juillet 2006 par Le Castor astral  (ISBN 9782859204808).
- Jacques Réda, L'improviste : Une lecture du jazz, Paris, Éditions Gallimard, coll. « Folio », 1990, « Thelonious Sphere Monk : un art sans commencement », p. 250-267.
- Jacques Ponzio et François Postif, Blue Monk : Portrait de Thelonious, Arles, Actes Sud, juillet 1995, 405 p. (ISBN 978-2-7427-0325-8).
- Jacques Ponzio, ABC Thelonious Monk, Lenka lente, 2017, 144 p.
- Laurent de Wilde, Monk, Folio, 2010 (1re éd. 1996), 320 p. (ISBN 978-2-07-040314-1) (prix Charles Delaunay 1996, Prix Pelléas 1997).
- (en) Steve Cardenas (ed.) et Don Sickler (ed.), Thelonious Monk Fake Book, Hal Leonard Corporation, 2002, 96 p. (ISBN 978-0-634-03918-8), qui présente les « leadsheets » exactes des compositions de Monk[25].
- Pauline Guéna, Pannonica, Paris, éditions Robert Laffont, 23 août 2007, 270 p. (ISBN 978-2-221-10815-4 et 2-221-10815-9).
- (en) Robin Kelley (en), Thelonious Monk : The Life and Times of American Original, New York, Free Press, 2009, 624 p. (ISBN 978-1-4391-9046-3, lire en ligne).
- Roland Brival (ill. Bruno Liance), Thelonious, Paris, Gallimard, 2018, 159 p. (ISBN 978-2-07-275744-0).
- Youssef Daoudi (trad. de l'anglais), Monk! : Thelonious, Pannonica, une amitié, une révolution musicale, Paris, éditions Martin de Halleux, 8 novembre 2018, 352 p. (ISBN 978-2-490393-02-2) (bande dessinée, prix du Meilleur livre jazz de l'Académie du jazz[45]).

#### Articles
- Christian Tarting, « Pour finir encore. À propos de la dernière séance d'enregistrement de Thelonious "Sphere” Monk », Barca ! (Poésie. Politique. Psychanalyse), n° 7, novembre 1996, p. 49-54.
- Denis Laborde, « Thelonious Monk, le sculpteur de silence », L’Homme, nos 158-159,‎ avril-septembre 2001, p. 139-178 (lire en ligne). .
- (en) Benjamin Givan, « Thelonious Monk’s Pianism », The Journal of Musicology, vol. 56, no 3,‎ été 2009, p. 404-442 (ISSN 0277-9269, e-ISSN 1533-8347, lire en ligne).
- (en) Victor L. Schermer, « Robin D.G. Kelley on Thelonious Monk: The Man, the Myth, the Music », Allaboutjazz.com,‎ 25 février 2010 (lire en ligne, consulté le 7 avril 2019). .
- (en) Tom Perchard, « Thelonious Monk Meets the FrenchCritics: Art and Entertainment,Improvisation, and its Simulacrum », Jazz Perspectives, vol. 5, no 1,‎ avril 2011, p. 61-94 (lire en ligne).
- Thomas A. Ravier, « Le silence autour de minuit », La Revue littéraire, Éditions Léo Scheer, no 64,‎ 14 septembre 2016 (lire en ligne).

### Filmographie sur Thelonious Monk
- Thelonious Monk: Straight, No Chaser de Charlotte Zwerin, sorti en 1988 aux États-Unis et produit par Clint Eastwood.
- Misterioso, documentaire de Peter Bosworth et Laurent de Wilde, présenté par Paul Ouazan et L’Atelier de Recherche d’Arte France, Die Nacht / La Nuit #103, 26 octobre 2010 (65 min)[46].
- Rewind and Play, d'Alain Gomis, 2022, présenté à la Berlinale le 15 février 2022, réalisé à partir des rushs de l'émission Portrait de jazz : Thelonious Monk enregistrée le 15 décembre 1969 à Paris[47],[48].